# Drogheda
Drogheda (iriska: Droichead Átha) är en industri- och hamnstad i Republiken Irland. Staden ligger i County Louth i Leinster på östkusten av ön, 56 kilometer norr om Dublin. Staden har 40 956 invånare (2016) och är den sjätte största i landet. Drogheda är också större, befolkningsmässigt, än administrationscentrumet för County Louth, Dundalk.
Floden Boyne rinner genom Drogheda och fram till 1898 var staden delad mellan County Meath och County Louth, eftersom gränsen mellan dem gick längs floden.
På grund av stadens närhet till huvudstaden Dublin pendlar många invånare från och till Drogheda.

## Historia
Staden ligger nära Newgrange. En gravhög från cirka 3200 f.Kr., en handelsplats och en bosättning har existerat på platsen sedan romartiden och kallades då Inver Colpa. Själva staden anlades 911 av vikingar och fick officiell stadsstatus 1194. Det irländska parlamentet flyttade hit 1494. Staden belägrades två gånger under irländska krigen. Under andra belägringen erövrades staden av Oliver Cromwell i september 1649 som en del av Cromwells erövring av Irland, där Cromwell massakrerade de rojalistiska styrkorna. Slaget vid Boyne 1690 utkämpades endast sex kilometer väster om staden.
Droghedas stadsvapen visar en stjärna och en halvmåne och har sin grund från Rikard I Lejonhjärta, då Drogheda fick stadsstatus under Hugh de Lacys regeringstid 1194.

## Transport
Drogheda ligger nära motorväg M1 (E1). Boyne River Bridge leder trafiken från M1, över Boyne och tre kilometer väster om staden. Bron öppnades den 9 juni 2003 och blev då den längsta snedkabelbron på Irland.
Tågförbindelsen till Dublin skapades 1844, till Navan 1850 och till Belfast 1852. Trafiken mellan Drogheda och Navan lades ner 1958 men linjen finns kvar för godståg. 1966 döptes Drogheda station om till "MacBride". Stationen öppnade 25 maj 1844.

## Sport
- Drogheda United FC
- Hemmaarena: United Park, (kapacitet: 2 000)